# L'Autre Côté (nouvelle)
Pour les articles homonymes, voir L'Autre Côté.
L'Autre Côté (titre original : The Other Side) est une nouvelle humoristique de science-fiction de Walter Kubilius. La nouvelle a influencé l'écriture du film The Truman Show.

## Parutions

### Parutions aux États-Unis
La nouvelle est parue initialement aux États-Unis dans Super Science Stories en avril 1951.

### Parutions en France
La nouvelle est parue en France pour la première fois en 1974 dans l'anthologie Histoires d'extraterrestres  avec une traduction de Paul Hébert (rééditions en 1976, 1978, 1984 et 1986).

### Parutions dans d'autres pays occidentaux
La nouvelle a aussi été publiée dans les pays suivants :
- en Allemagne, sous le titre Die andere Seite,
- en Roumanie, sous le titre Dincolo.

## Résumé
Jim Carrington vit avec ses parents dans la petite ville de Hillsboro. 
Quand finit l'enfance et débute l’adolescence, il trouve étrange le monde qui l'entoure : le médecin qui l'examine chaque semaine, ses parents qui ne répondent pas à ses questions, l'existence de ce « Mur » qui entoure la ville, les livres de la bibliothèque qui semblent neufs et remplis de mensonges. Il pressent qu'« on » lui cache quelque chose. Un jour, il s'enfuit de la maison, parvient à traverser le Mur, et découvre qu'il est le seul représentant de l'espèce humaine, et qu'il habitait en réalité dans un zoo créé par des extraterrestres.
La nouvelle se termine par ces mots : « Jim Carrington savait enfin qui il était. Il y eut un bruit de glissement sur la rampe et il se retourna pour se trouver face au gardien du Zoo en habitat naturel. Avant même qu'il ait vu l'être d'ailleurs, une dernière et furtive pensée-message s'imprima dans son esprit : Attention ! Ne nourrissez pas et ne conservez pas les spécimens qui se sont échappés. Livrez-les immédiatement aux salles de dissection. »

## Autour de la nouvelle
Dans l'anthologie Histoires d'extraterrestres, chaque nouvelle est précédée d'une courte préface introductive. Celle concernant cette nouvelle explique notamment que : « Que feront des hommes les extraterrestres, après avoir réussi la conquête de notre planète ? La question a été posée dans plusieurs récits d'anticipation. Une réponse avançait la réduction des humains au rang d'esclaves ou de bêtes de somme ; une autre envisageait la possibilité d'une sorte de symbiose ; une autre solution est représentée par la rééducation des humains, qui oublieraient alors progressivement la tyrannie de leurs conquérants. Le récit suivant utilise plusieurs motifs majeurs de la science-fiction. Parmi ces motifs, celui des extraterrestres joue un rôle important, alors même que ces extraterrestres ne se manifestent, littéralement, que derrière le décor. »